# 2021年の千葉ロッテマリーンズ
2021年の千葉ロッテマリーンズでは、2021年シーズンについての千葉ロッテマリーンズの動向をまとめる。
この年の千葉ロッテマリーンズは、井口資仁監督の4年目のシーズンである。

## 開幕前

### 春季キャンプ開始まで
前年は13年ぶりのレギュラーシーズン2位、4年ぶりのAクラス入りを果たしたが、オフには昨季22登板で13ホールド・防御率1.71と活躍した澤村拓一がボストン・レッドソックスにFA移籍、4試合に先発して防御率2.42を記録したチェン・ウェインが阪神タイガースに移籍。昨季秋に失速したチームを支えていた途中加入組を欠くこととなった。また、主に中継ぎとして6年間在籍したチェン・グァンユウも、家庭の事情により退団した。その一方で、前年にチームトップの25本塁打を記録したレオネス・マーティンは2年契約で残留に合意し、セットアッパーとしてチームトップの23ホールドを挙げたフランク・ハーマンも残留した。さらに、強化ポイントであった「二遊間」と「右の強打者」に合致する、新外国人のアデイニー・エチェバリアを補強した。
コーチ陣では、前年のチーム課題であった打撃を改善するため、森脇浩司を一軍野手総合内野守備コーチとして招聘し、今岡真訪を二軍監督から一軍ヘッドコーチへ配置転換した。さらに春季キャンプでは、元ソフトバンクの松中信彦が臨時打撃コーチを務めた。
1月30日には、スローガンとは別に常勝軍団を作り上げるという強い意志と、チームの中長期なビジョンを伝える「Team Voice」を発信すると発表した。その中で1点へのこだわりを見せ、「その1点が、明日を変える」と綴った。また、翌31日にはスローガンが「この1点を、つかみ取る。」に決定したと発表した。

### 春季キャンプ開始後
キャンプ期間中の2月11日、前年自己最多の9勝を挙げた二木康太が、開幕投手を務めることが内定。二木は、開幕戦の相手であるソフトバンク戦は2019年から7連勝中と好相性であった。
オープン戦では、高卒3年目の山口航輝が全試合で4番として出場。さらに練習試合から好投を続けていた育成選手の本前郁也が支配下登録を勝ち取り、山口と同じく高卒3年目の土居豪人は6試合で6回1/3を無安打無失点に抑えるなど、若手が台頭した。開幕投手に内定していた二木は3試合で13回を無失点に抑え3勝を挙げる活躍を見せた。

### 開幕
開幕ローテーションは順に二木、昨季チーム最多勝の美馬学、ドラフト1位ルーキー鈴木昭汰、小島和哉、岩下大輝、本前となった。
リリーフでは、7回・唐川侑己、8回・ハーマン、9回・益田直也という澤村加入前の勝ちパターンを中心に前年40試合に登板した小野郁、土居、ドラフト4位ルーキー河村説人といったメンバーが開幕一軍入りを果たした。
野手では新外国人のエチェバリアが新型コロナウイルスの影響で来日が開幕に間に合わず、二遊間は既存の選手による競争となった。開幕二塁は前年まで3年連続全試合出場の中村奨吾に決まったものの、前年遊撃手として106試合に出場した藤岡裕大はオープン戦で打率1割台と不調で、オープン戦最多盗塁となった新人の小川龍成は右膝を負傷し開幕一軍を外れた。平沢大河も調子が上がらず、39歳9か月の鳥谷敬が史上最高齢となる遊撃での開幕スタメンに抜擢された。開幕4番は21歳11か月の安田尚憲が務め、山口、藤原恭大を加えた高卒4年目以内の野手3人が開幕スタメンに名を連ねた。
一方、前年まで2年連続で開幕投手を務めていた石川歩は、下半身のコンディション不良で、ブランドン・レアードは前年に受けた腰の手術の影響でそれぞれ開幕に間に合わず、投打の主力を開幕時点では欠くこととなった。

## 開幕後

### 前半戦
開幕投手の二木が5回0/3を6安打3本塁打5失点でKOされ開幕戦を落とすと、開幕2戦目・3戦目は、セットアッパーのハーマンと抑えの益田が共に2試合連続で失点し、2試合連続サヨナラ負けでチーム4年ぶりの開幕3連敗を喫した。さらに本拠地に戻っても2連敗し、7年ぶりの開幕5連敗となった。ハーマンに代わって勝ちパターン入りした小野も結果を残せず4月前半は逆転負けを喫することも多かった。それでも益田は6試合連続無失点、ハーマンは10試合連続無失点を記録するなど復調し、開幕から13試合連続無失点であった唐川とハーマンが開幕当初と入れ替わる形で、4月後半には7回・ハーマン、8回・唐川、9回・益田の勝ちパターンが確立された。一方打線は、1番・荻野、2番・マーティン、3番・中村奨、4番・安田の上位打線が固定。マーティンは1985年の落合博満以来、球団史上36年ぶりとなるリーグ最速の10号本塁打を記録し、安田は4月終了時点で打率.211ながら得点圏打率は3割を超え、リーグトップの29打点を挙げるなど上位打線が機能し、チームは同時点でリーグトップとなる146得点を記録。開幕5連敗による借金をシーズン20試合目にして完済し、4月は14勝8敗4分と大きく勝ち越して貯金を作った。
5月に入ると、3月30日に復帰していたものの、4月は低調であったレアードが復調。5月はリーグトップの9本塁打、同2位の23打点、打率.303を記録し、調子を落とした安田に代わって一時は4番に座った。救援陣も月間防御率は2.94と安定し始めた。
しかし、4月の終わりから6月の初めにかけて捕手の離脱が相次ぐ。4月28日に正捕手の田村龍弘が左大腿二頭筋肉離れで、5月17日に二番手捕手の柿沼友哉が新型コロナウイルスに感染し離脱。第三捕手として開幕一軍入りしていた吉田裕太も4月23日に登録抹消されると、7月に左手関節TFCC損傷による手術を受けシーズン中の復帰が絶望となり、田村に代わって一軍昇格していた江村直也も腰の痛みで6月中旬に離脱した。その結果、大卒2年目の佐藤都志也に大きな負担がかかることになった。一方投手陣では、4月13日に復帰していた石川が5月24日に登録抹消となり、6月3日に右肘関節クリーニング手術を受けると、翌4日には勝ち試合の7回を担当していたハーマンが腰痛で離脱。さらに美馬が同5日・12日の試合で2試合連続二桁失点を喫し登録抹消され、同17日には、8回を担当しリーグ最多の23HPをマークしていた唐川が首痛で離脱するなど離脱者が相次ぎ、セ・パ交流戦終了時点で首位と3.5ゲーム差ながら4位に後退した。それでも、ハーマンの穴はここまで主にビハインドゲームを担当し結果を残してきた佐々木千隼が埋め、唐川離脱後は8回を担当。7回は同20日に復帰したハーマンが再び務めた。また、交流戦終了後の6月14日に横浜DeNAベイスターズから有吉優樹との交換トレードで中継ぎ投手の国吉佑樹を獲得すると、翌15日には中日ドラゴンズから加藤翔平との交換トレードで捕手の加藤匠馬を獲得し、さらに翌16日には先発投手のエンニー・ロメロを獲得。前述の穴を埋めるべく、交流戦終了後に積極補強を行なった。しかし、国吉は怪我の影響で、ロメロは新型コロナウイルスの影響でそれぞれ合流できずにいた。
6月は、1番の荻野が月間打率.299、主に5番を務めたレアードが同.342と好調をキープしていたものの、3番の中村奨が同.229、2番や4番を務めたマーティンも同.229、2本塁打と調子を落としたことで打線の繋がりを欠いた。さらに投手陣では、岩下が好投を続けていたものの、開幕投手の二木や小島らが今ひとつで、月間で7勝11敗4分と負け越し、6月終了時で借金1となる。
それでも7月に入ると、開幕当初は不振で登録抹消となっていた藤原が一軍に昇格すると、1番・荻野と3番・中村奨を繋ぐ2番に定着。月間打率.400と打ちまくると、チームはそれに呼応するように息を吹き返し、7月は9試合で6勝2敗1分と猛チャージ。最終的に前半戦を首位・オリックスと2.5ゲーム差の3位で折り返した。ここまでリーグトップの384得点、同2位のチーム打率.250、同2位のチーム84本塁打を記録したが、先発防御率が4.41に低迷するなど、先発陣に課題を負った。

### 後半戦
リーグ中断期間中に帰国していたマーティンの来日が遅れ、後半戦開幕から11試合をマーティン抜きで戦った。そのため、8月は全試合藤原が2番を務め、右翼手は角中勝也や岡大海に加え、リーグ中断期間中に行われたエキシビションマッチで結果を残し5月以来の一軍昇格を果たした山口が務めた。投手陣では、前半戦に勝ち試合の7回を務めたハーマンに代わって、エキシビションマッチで合流していた国吉が新たに7回を務め、7回・国吉、8回・佐々木千、9回・益田の勝ちパターンが定着。ここに東妻勇輔らが加わり、月間救援防御率1.87の安定した中継ぎ陣が形成された。その一方で、先発陣では前半戦好調だった岩下も不調に陥り、月間先発防御率は4.33と前半戦と変わらず調子が上がらずにいた。それでもそれぞれリーグトップの月間チーム打率.263、月間チーム14本塁打を記録するなど打線は好調で、中継ぎも安定していたため、8月は9勝4敗2分をマーク。27日には単独2位に浮上した。
9月5日、日本ハム戦に2-1で勝利し、ついに単独首位に浮上。この日の先発・ロメロが7回1失点の好投で移籍後初勝利を挙げると、この試合を境に先発陣が安定し出す。小島が同11日にプロ初完投、同19日にはプロ初完封を挙げ、岩下も復調。また、5月16日に一軍デビューを果たし、中10日以上の登板間隔で登板を続けていた佐々木朗希も8月以降の防御率は1.22と安定したピッチングを続け、6月に手術を受けていた石川も9月9日に復帰。さらに、中継ぎとして開幕を迎えた河村が先発に転向し、先発の頭数が増えたことで、先発陣は中7日以上を空けて万全の状態で登板することが可能になり、9月の先発防御率は3.24と前月以前より大幅に改善。月間救援防御率も2.93と、救援陣も前月同様安定していた。しかし、9月12日の楽天戦以降、10月12日まで23試合連続一桁安打を記録するなど、投手陣とは裏腹に打撃陣が調子を落とす。加えて、9月19日にはマーティンが右足中間楔状骨骨折で離脱し、チームの得点力がさらに低下。チームの月間打撃成績は、共にリーグ最下位の打率.210、OPS.615と低迷した。それでも、投手陣が安定したことに加え、初回や試合終盤に粘りを見せたことで、接戦を制したり引き分けに持ち込んだりすることが多く、9月8日から同15日まで引き分けを挟んで6連勝を記録。そして9月28日、3ゲーム差の2位・オリックスとの3連戦を迎え、そこで1勝でもすればマジック点灯という状況を作るも、3連敗を喫してしまい、オリックスとのゲーム差がなくなった。
10月1日にオリックスに首位の座を明け渡すと、同9日には首位・オリックスとの差が3ゲームまで広がった。同5日、骨折が完治していないマーティンが戦列に復帰するも、10月の月間打率.145と低調。さらに、レアードや中村奨、藤岡裕大ら、主力の多くも月間打率.250を切り、チームの月間打率は.212と、10月に入っても9月と同様に打線が低調だった。その中で、同12日から2.5ゲーム差の首位・オリックスとの3連戦を迎えた。初戦は、2-0でリードしていた8回裏、二死から先発・小島が宗佑磨に2点本塁打を浴び、2-2の引き分けに終わる。打たれた小島は試合終了後に涙を流したが、その姿に打線が奮起し、第2戦は24試合ぶりの二桁安打で16安打8得点、投げては石川が9回2失点の完投勝利で、8-2の大勝を収める。第3戦は佐々木朗が6回無失点の好投を見せると、打線も11安打で6得点を挙げ、6-1で勝利し、ゲーム差を0.5に縮め、順位は2位ながら、残り試合数や引き分け数の関係で、ついにマジック9が点灯した。その後は、オリックスと首位浮上と陥落を繰り返す激しい首位争いを繰り広げながらも、マジックを着実に減らしていき、同23日の日本ハム戦でサヨナラ勝ちしたことでマジック4とし、1985年以来となる2年連続2位以上が確定。さらに翌24日の日本ハム戦でも勝利しマジック3としたが、翌25日のソフトバンク戦には敗れ、さらに同日にオリックスが勝利したことで、優勝するためには残り3試合で2勝1分以上が必要という状況に追い込まれた。
そうして迎えた10月27日の楽天戦では、1-1の8回裏、今季中継ぎとしてフル回転した佐々木千が勝ち越し打を浴び敗戦。141試合目にして2005年以来16年ぶり（シーズン勝率1位に限ると1974年以来47年ぶり）となるリーグ優勝を逃し、レギュラーシーズンを2年連続の2位で終えた。

### クライマックスシリーズ
ポストシーズンは、2年連続8度目となるクライマックスシリーズに出場。ファーストステージでは、2007年以来、14年ぶりにクライマックスシリーズを本拠地・ZOZOマリンスタジアムで開催することとなった。
3位・楽天との対戦となったファーストステージでは、11月6日の第1戦に高卒2年目ながら、11試合で3勝2敗、防御率2.27、特に8月以降は6試合で2勝0敗、防御率1.22の好成績を残した佐々木朗が先発。6回1失点の好投を見せると、8回裏にはエチェバリアが同点弾、9回裏には佐藤都がサヨナラ打を放ち、5-4で勝利した。第2戦は、今季チームで唯一規定投球回に到達し、かつ二桁勝利を記録した小島が先発。6回裏に山口、7回裏にマーティンがそれぞれ本塁打を放ち、最後は益田が締め、4-4の引き分けで試合終了。1勝1分とし、2015年以来、6年ぶり6度目のファーストステージ突破を決めた。
ファイナルステージでは、優勝したオリックスと対戦。第1戦は石川が先発し、7回1失点の好投を見せるも、相手先発・山本由伸の前に4安打完封を喫し、0-1で敗戦した。第2戦も打線が4安打に抑えられ、0-2で敗戦。パ・リーグのCS史上初となる2試合連続完封負けを喫し、引き分けすら許されない状況に追い込まれた。そして続く第3戦は、佐藤都の適時打、中村奨の本塁打などで9回表終了時には3-2でリードしていたが、9回裏に益田が3連打を浴びて3-3の引分に持ち込まれ、オリックスのアドバンテージを含む3敗1分で敗退が確定し、シーズンを終えた。

## トピックス

### 20年ぶりの逆転サヨナラホームラン
4月21日の北海道日本ハムファイターズ戦で、1点ビハインドの9回裏二死1塁から、岡大海が逆転サヨナラ2ラン本塁打を放った。これまでサヨナラホームランは何度かあったものの、逆転サヨナラホームランは、球団では2001年のフランク・ボーリック以来20年ぶり、日本人では1997年の初芝清以来24年ぶりとなった。ボーリックがサヨナラ本塁打を放った試合は「ボーリックナイト」と呼ばれていることに因んで、この試合のことは球団から「ヒロミナイト」と命名された。また、岡は10月15日の福岡ソフトバンクホークス戦でも9回裏二死1塁からサヨナラ2ラン本塁打を放ったが、こちらは「ヒロミナイト2」と呼ばれた。

### ZOZOマリンスタジアム1000勝
8月31日の西武戦に5-1で勝利したことで、本拠地・ZOZOマリンスタジアムで通算1000勝を達成した。1992年に川崎球場から本拠地移転して以来、30年目のシーズンで、1970試合目での達成となった。

### 球団通算8000号本塁打
9月8日のオリックス戦で、マーティンが吉田凌から3点本塁打を放ち、球団通算8000号本塁打を達成した。同3日にマーティンが球団通算7999号を放ってから、チーム4試合ぶりの本塁打であった。

### 優勝争いとマジックの点灯
9月5日、開幕102試合目にして単独首位に立った。ロッテが100試合以上消化して首位に立つのは、2010年8月26日・28日にソフトバンクと同率首位に立って以来11年ぶりであり、単独首位に限ると1970年以来51年ぶりとなった。また、開幕5連敗したチームが単独首位に立ったのは2008年の巨人以来史上5例目であり、パ・リーグに限ると1954年の毎日（ロッテの前身球団）以来、史上2例目となった。
その後、9月15日のソフトバンク戦に勝利した時点で、翌日ロッテが勝利するか引き分け、かつ2位・オリックスが敗戦するとロッテにマジック26が点灯するチャンスが訪れるも、翌16日はオリックスが勝利したため点灯せず。その後、同18日・22日の点灯チャンスでも敗戦。さらに、同28日から30日までのオリックス戦で1勝でもすればマジック点灯であったが、ここでも3連敗を喫し、6度のマジック点灯チャンスを逃した。それでも、10月14日のオリックス戦に勝利したことで、マジック9が点灯。前後期制だった1973年から1982年を除くと、球団では1970年以来51年ぶりで、本拠地を千葉に移転し、球団名が「千葉ロッテマリーンズ」となってからは初のマジック点灯となった。しかし、マジックは3までしか減らすことができず、オリックスとの優勝争いに敗れ、優勝は逃した。なお、100試合以上を消化してロッテとオリックスが優勝争いを繰り広げるのは史上初の出来事であった。

### 東京五輪代表に選出0
2021年に行われた東京オリンピックでは、野球が3大会ぶりに実施競技として復帰した。しかし、ロッテからは12球団で唯一、代表選手が1人も選出されなかった。これで、2019年に行われたプレミア12に続いて、2大会連続で代表選手が選出されないこととなった。
なお、外国人選手では、レアードがメキシコ代表の候補入りをしていたが、レアード本人とメキシコ代表の話し合いの結果、辞退した。

### 二軍の優勝
イースタン・リーグに所属する二軍は、開幕から好調を維持。開幕4戦目となった3月25日の日本ハム戦から、イ・リーグ連勝記録まであと1に迫る、14連勝を記録した。
その後も首位を独走し続け、9月22日のDeNA戦に19-0で勝利し、7年ぶり11度目のイ・リーグ優勝を決めた。なお、この試合では、初回に打者23人で8安打12四死球、攻撃時間計1時間2分12秒の猛攻で、1イニング17得点の"日本記録"を打ち立てた。二軍を含めた、NPBにおける1イニング最多得点記録は、2009年のロッテ（一軍）が6月11日の広島戦で記録した15得点であり、初回に限ると1998年のヤクルト（一軍）が4月22日中日戦で記録した13得点であった。さらに、MLBにおける1イニング最多得点記録は、1883年のホワイトストッキングスが9月6日のウルバリンズ戦で記録した18得点だが、近代野球とされる1900年以降では1953年のレッドソックスが6月18日のタイガース戦で記録した17得点であり、初回に限れば1952年のドジャースが5月21日のレッズ戦で記録した15得点であったため、この日のロッテの17得点は、初回に限れば"世界記録"とされた。
10月9日に行われたファーム日本選手権ではウ・リーグ優勝の阪神と対戦。8回裏終了時点まで2-0でリードしていたものの、9回表に小沼健太が逆転を許し、日本一を逃した。
それでも、育成選手の森遼大朗が最多勝を、同じく育成選手の小沼が最多セーブをそれぞれ受賞。さらに、大卒2年目の髙部瑛斗が盗塁王を受賞するなど、若手選手が躍動した1年となった。

### 野球以外の出来事

#### ライフスタイルブランド「umi」の設立
8月27日、「your marines life is」をコンセプトとする、海とスタジアムが好きな人のためのブランド「umi」を設立したと発表した。モデルに藤原と和田を起用し、同日に第1弾としてTシャツを販売開始したところ、即日完売した。その後、本年は12月1日に第2弾として秋冬アパレルを発売している。

#### 謎の魚関連
1月16日、球団公式マスコット「謎の魚」が、2019年より望んでいたCDデビューをavex traxより果たすことを発表。2月5日にはタイトルが「ナゾノサカナ」に決定したと発表し、4月24日に発売された。さらに、発売に先立って4月6日には第6形態目となる"最終形態"に、3年ぶりに進化した
その後も、テレビやラジオに出演するなど活動していたが、12月5日に引退を表明した。同17日にZOZOマリンスタジアムで引退セレモニーを開催し、YouTubeでライブ配信された。

#### 契約交渉におけるトラブル
オフシーズンに行われた契約更改では、選手契約に関するトラブルが発生。下交渉の際、査定担当が複数の選手に対して「一律25%ダウンからスタートする」との趣旨の説明をしたとして、日本プロ野球選手会は11月26日に球団に対して抗議文を送った。それに対して球団は、「球団として一律25%という方針は一切取っていない。査定担当者の説明が不十分であった」とコメントした。その後、12月8日から同24日まで契約更改が行われ、全選手が保留せずに翌年の契約を結んだ。なお、推定総年俸は上昇した。

#### 清田の契約解除
1月7日、写真週刊誌FRIDAYにより、清田育宏が前年に不倫および球団規則違反を犯していたことが報道され、1月15日に球団から無期限謹慎処分を受けた。その後、5月1日に謹慎処分が解かれたが、復帰戦となった同12日の二軍戦後においても再び不倫したことがFRIDAYにより報じられ、「度重なる不適切な行動及びチームに対する背信行為に鑑み、当球団としてはこれ以上清田選手との選手契約を維持することはできない」として、同23日付で契約解除となった。
その後、清田は契約解除処分は不当として、球団を相手取り裁判を起こしている。

## チーム成績

### レギュラーシーズン
|   | 開幕：3/26 | 開幕：3/26 | 5/1 | 5/1          | 6/1 | 6/1        | 7/3 | 7/3        | 8/13 | 8/13         | 9/1 | 9/1        | 10/2 | 10/2         |
| - | ---------- | ---------- | --- | ------------ | --- | ---------- | --- | ---------- | ---- | ------------ | --- | ---------- | ---- | ------------ |
| 1 | 左         | 荻野貴司   | 中  | 荻野貴司     | 中  | 荻野貴司   | 左  | 荻野貴司   | 左   | 荻野貴司     | 左  | 荻野貴司   | 左   | 荻野貴司     |
| 2 | 一         | 菅野剛士   | 指  | マーティン   | 右  | マーティン | 中  | 藤原恭大   | 中   | 藤原恭大     | 中  | 藤原恭大   | 中   | 藤原恭大     |
| 3 | 右         | マーティン | 二  | 中村奨吾     | 二  | 中村奨吾   | 二  | 中村奨吾   | 二   | 中村奨吾     | 二  | 中村奨吾   | 二   | 中村奨吾     |
| 4 | 三         | 安田尚憲   | 三  | 安田尚憲     | 一  | レアード   | 指  | マーティン | 一   | レアード     | 右  | マーティン | 一   | レアード     |
| 5 | 指         | 山口航輝   | 左  | 角中勝也     | 左  | 角中勝也   | 一  | レアード   | 遊   | エチェバリア | 一  | レアード   | 指   | 佐藤都志也   |
| 6 | 二         | 中村奨吾   | 一  | レアード     | 遊  | 藤岡裕大   | 三  | 安田尚憲   | 右   | 角中勝也     | 指  | 山口航輝   | 三   | 藤岡裕大     |
| 7 | 遊         | 鳥谷敬     | 遊  | エチェバリア | 三  | 安田尚憲   | 右  | 福田秀平   | 指   | 山口航輝     | 三  | 安田尚憲   | 遊   | エチェバリア |
| 8 | 捕         | 田村龍弘   | 右  | 岡大海       | 捕  | 佐藤都志也 | 捕  | 田村龍弘   | 捕   | 田村龍弘     | 遊  | 藤岡裕大   | 右   | 山口航輝     |
| 9 | 中         | 藤原恭大   | 捕  | 江村直也     | 投  | 二木康太   | 遊  | 藤岡裕大   | 三   | 藤岡裕大     | 捕  | 加藤匠馬   | 捕   | 加藤匠馬     |
|   | 投         | 二木康太   | 投  | 二木康太     |     |            | 投  | 本前郁也   | 投   | 二木康太     | 投  | 岩下大輝   | 投   | 二木康太     |

| 順位 | 4月終了時    | 4月終了時 | 5月終了時    | 5月終了時 | 6月終了時    | 6月終了時 | 7月終了時    | 7月終了時 | 8月終了時    | 8月終了時 | 9月終了時    | 9月終了時 | 最終成績     | 最終成績 |
| ---- | ------------ | --------- | ------------ | --------- | ------------ | --------- | ------------ | --------- | ------------ | --------- | ------------ | --------- | ------------ | -------- |
| 1位  | 楽天         | ---       | ソフトバンク | ---       | オリックス   | ---       | オリックス   | ---       | オリックス   | ---       | ロッテ       | ---       | オリックス   | ---      |
| 2位  | ソフトバンク | 1.0       | 楽天         | 0.5       | 楽天         | 1.0       | 楽天         | 1.5       | ロッテ       | 1.5       | オリックス   | 0.0       | ロッテ       | 2.5      |
| 3位  | ロッテ       | 2.0       | ロッテ       | 1.5       | ソフトバンク | 3.5       | ロッテ       | 2.5       | 楽天         | 3.5       | 楽天         | 3.5       | 楽天         | 5.5      |
| 4位  | 西武         | 2.5       | 西武         | 4.0       | ロッテ       | 4.5       | ソフトバンク | 4.0       | ソフトバンク | 6.0       | ソフトバンク | 5.0       | ソフトバンク | 8.5      |
| 5位  | オリックス   | 3.5       | オリックス   | 5.0       | 西武         | 4.5       | 西武         | 6.5       | 西武         | 10.5      | 西武         | 11.5      | 日本ハム     | 14.0     |
| 6位  | 日本ハム     | 6.0       | 日本ハム     | 8.5       | 日本ハム     | 11.0      | 日本ハム     | 10.0      | 日本ハム     | 12.0      | 日本ハム     | 13.5      | 西武         | 15.0     |

| 順位 | 球団                         | 勝 | 敗 | 分 | 勝率 | 差   |
| 1位  | オリックス・バファローズ     | 70 | 55 | 18 | .560 | 優勝 |
| 2位  | 千葉ロッテマリーンズ         | 67 | 57 | 19 | .540 | 2.5  |
| 3位  | 東北楽天ゴールデンイーグルス | 66 | 62 | 15 | .516 | 5.5  |
| 4位  | 福岡ソフトバンクホークス     | 60 | 62 | 21 | .492 | 8.5  |
| 5位  | 北海道日本ハムファイターズ   | 55 | 68 | 20 | .447 | 14.0 |
| 6位  | 埼玉西武ライオンズ           | 55 | 70 | 18 | .440 | 15.0 |

#### セ・パ交流戦
| 順位 | 球団                         | 勝 | 敗 | 分 | 勝率 | 差   |
| 1位  | オリックス・バファローズ     | 12 | 5  | 1  | .706 | 優勝 |
| 2位  | 阪神タイガース               | 11 | 7  | 0  | .611 | 1.5  |
| 3位  | 横浜DeNAベイスターズ         | 9  | 6  | 3  | .600 | 2.0  |
| 4位  | 中日ドラゴンズ               | 9  | 7  | 2  | .563 | 2.5  |
| 5位  | 東京ヤクルトスワローズ       | 10 | 8  | 0  | .556 | 2.5  |
| 6位  | 東北楽天ゴールデンイーグルス | 9  | 8  | 1  | .529 | 3.0  |
| 7位  | 埼玉西武ライオンズ           | 7  | 7  | 4  | .500 | 3.5  |
| 8位  | 千葉ロッテマリーンズ         | 8  | 9  | 1  | .471 | 4.0  |
| 9位  | 読売ジャイアンツ             | 7  | 8  | 3  | .467 | 4.0  |
| 10位 | 北海道日本ハムファイターズ   | 7  | 11 | 0  | .389 | 5.5  |
| 11位 | 福岡ソフトバンクホークス     | 5  | 9  | 4  | .357 | 5.5  |
| 12位 | 広島東洋カープ               | 3  | 12 | 3  | .200 | 8.0  |

### クライマックスシリーズ
| 日付                       | 試合  | ビジター球団（先攻）         | スコア | ホーム球団（後攻）   | 開催球場             |
| 11月6日（土）              | 第1戦 | 東北楽天ゴールデンイーグルス | 4 - 5x | 千葉ロッテマリーンズ | ZOZOマリンスタジアム |
| 11月7日（日）              | 第2戦 | 東北楽天ゴールデンイーグルス | 4 - 4  | 千葉ロッテマリーンズ | ZOZOマリンスタジアム |
| 勝者：千葉ロッテマリーンズ |       |                              |        |                      |                      |

| 日付                           | 試合           | ビジター球団（先攻） | スコア | ホーム球団（後攻）       | 開催球場         |
| アドバンテージ                 | アドバンテージ | 千葉ロッテマリーンズ |        | オリックス・バファローズ |                  |
| 11月10日（水）                 | 第1戦          | 千葉ロッテマリーンズ | 0 - 1  | オリックス・バファローズ | 京セラドーム大阪 |
| 11月11日（木）                 | 第2戦          | 千葉ロッテマリーンズ | 0 - 2  | オリックス・バファローズ | 京セラドーム大阪 |
| 11月12日（金）                 | 第3戦          | 千葉ロッテマリーンズ | 3 - 3x | オリックス・バファローズ | 京セラドーム大阪 |
| 勝者：オリックス・バファローズ |                |                      |        |                          |                  |

### 達成記録
- 8月31日 - ZOZOマリンスタジアム通算1000勝[163]。
- 9月8日 - 球団通算8000本塁打、史上11球団目。レオネス・マーティンの25号3ランで達成[164]。

## 入団・退団

### シーズン開幕前
| 支配下選手 | 支配下選手   | 支配下選手         | 支配下選手  | 支配下選手 | 支配下選手         | 支配下選手                   | 支配下選手 |
| 登録       | 登録         | 登録               | 登録        | 抹消       | 抹消               | 抹消                         | 抹消       |
| No         | 選手名       | 前所属             | 区分        | No         | 選手名             | 去就                         | 区分       |
| 投手       | 投手         | 投手               | 投手        | 投手       | 投手               | 投手                         | 投手       |
| ---------- | ------------ | ------------------ | ----------- | ---------- | ------------------ | ---------------------------- | ---------- |
| 35         | 鈴木昭汰     | 法政大学           | ドラフト1位 | 14         | 大谷智久           | 育成投手コーチ               |            |
| 42         | ハーマン     | 支配下選手         | 再契約      | 21         | 内竜也             | ベースボールアカデミーコーチ |            |
| 49         | 本前郁也     | 育成選手           | 支配下登録  | 35         | 渡邉啓太           | 一軍打撃投手兼用具補佐       |            |
| 56         | 中森俊介     | 明石商業高         | ドラフト2位 | 42         | ハーマン           | 支配下選手                   |            |
| 58         | 河村説人     | 星槎道都大学       | ドラフト4位 | 49         | チェン・グァンユウ | 社会人・安永鮮物             |            |
|            |              |                    |             | 56         | 原嵩               | 育成契約                     |            |
|            |              |                    |             | 57         | 澤村拓一           | レッドソックス               | FA移籍     |
|            |              |                    |             | 58         | チェン・ウェイン   | 阪神タイガース               |            |
| 捕手       |              |                    |             |            |                    |                              |            |
|            |              |                    |             | 55         | 細川亨             | KAL・熊本監督                |            |
| 内野手     |              |                    |             |            |                    |                              |            |
| 55         | エチェバリア | ブレーブス         | 新外国人    | 59         | 細谷圭             | BCL・富山コーチ              |            |
| 57         | 小川龍成     | 國學院大學         | ドラフト3位 |            |                    |                              |            |
| 外野手     |              |                    |             |            |                    |                              |            |
| 59         | 西川僚祐     | 東海大学付属相模高 | ドラフト5位 | 61         | 三家和真           | スカウト（関西地区担当）     |            |

| 育成選手 | 育成選手   | 育成選手                                   | 育成選手        | 育成選手 | 育成選手   | 育成選手   | 育成選手           |
| 登録     | 登録       | 登録                                       | 登録            | 抹消     | 抹消       | 抹消       | 抹消               |
| No       | 選手名     | 前所属                                     | 区分            | No       | 選手名     | 去就       | 区分               |
| 投手     | 投手       | 投手                                       | 投手            | 投手     | 投手       | 投手       | 投手               |
| -------- | ---------- | ------------------------------------------ | --------------- | -------- | ---------- | ---------- | ------------------ |
| 121      | 小沼健太   | BCL・茨城                                  | 育成ドラフト2位 | 120      | 本前郁也   | 支配下選手 | 支配下登録         |
| 123      | 森遼大朗   | 育成選手                                   | 再契約          | 121      | 鎌田光津希 |            |                    |
| 126      | 原嵩       | 支配下選手                                 | 再契約          | 123      | 森遼大朗   | 再契約     | 規定による自由契約 |
| 129      | 佐藤奨真   | 専修大学                                   | 育成ドラフト4位 | 130      | E.サントス |            |                    |
| 捕手     |            |                                            |                 |          |            |            |                    |
| 122      | 谷川唯人   | 立正大学淞南高                             | 育成ドラフト1位 |          |            |            |                    |
| 内野手   |            |                                            |                 |          |            |            |                    |
| 127      | 髙濱卓也   | 育成選手                                   | 再契約          | 127      | 髙濱卓也   | 再契約     | 規定による自由契約 |
| 外野手   |            |                                            |                 |          |            |            |                    |
| 124      | 山本大斗   | 開星高                                     | 育成ドラフト3位 |          |            |            |                    |
| 130      | S.サントス | BCL・富山                                  | 新外国人        |          |            |            |                    |
| 131      | ペラルタ   | リセオ・ノクトゥルノ・インヘニオ・アリバ高 | 新外国人        |          |            |            |                    |

### シーズン開幕後
本節では、本シーズン開幕から終了までの入退団について記述する。
| 支配下選手 | 支配下選手 | 支配下選手 | 支配下選手 | 支配下選手           | 支配下選手   | 支配下選手 | 支配下選手 | 支配下選手 | 支配下選手 | 支配下選手                        |
| 登録       | 登録       | 登録       | 登録       | 登録                 | 登録         | 抹消       | 抹消       | 抹消       | 抹消       | 抹消                              |
| 月         | No         | 選手名     | 守備       | 前所属               | 区分         | 区分       | No         | 選手名     | 守備       | 去就                              |
| ---------- | ---------- | ---------- | ---------- | -------------------- | ------------ | ---------- | ---------- | ---------- | ---------- | --------------------------------- |
| 5月        |            |            |            |                      |              | 自由契約   | 1          | 清田育宏   | 外野手     | 埼玉武蔵ヒートベアーズ解説者→選手 |
| 6月        | 92         | 国吉佑樹   | 投手       | 横浜DeNAベイスターズ | トレード     | トレード   | 36         | 有吉優樹   | 投手       | 横浜DeNAベイスターズ              |
| 6月        | 66         | 加藤匠馬   | 捕手       | 中日ドラゴンズ       | トレード     | トレード   | 10         | 加藤翔平   | 外野手     | 中日ドラゴンズ                    |
| 7月        | 91         | ロメロ     | 投手       | ブルズ               | 日本球界復帰 |            |            |            |            |                                   |
| 8月        | 36         | 小窪哲也   | 内野手     | KAL・熊本            | NPB復帰      |            |            |            |            |                                   |

| 育成選手→支配下 | 育成選手→支配下 | 育成選手→支配下 | 育成選手→支配下 |
| 月              | No.             | 選手名          | 守備            |
| --------------- | --------------- | --------------- | --------------- |
| 5月             | 127→61          | 高濱卓也        | 内野手          |
| 8月             | 125→95          | 植田将太        | 捕手            |

## マイナビオールスターゲーム2021選出選手
| コーチ     | 井口資仁                                  | 井口資仁                                  | 井口資仁                                  | 井口資仁                                  |
| ファン投票 | L.マーティン （外野手部門）               | L.マーティン （外野手部門）               | B.レアード （指名打者部門）               | B.レアード （指名打者部門）               |
| 選手間投票 | L.マーティン （外野手部門・指名打者部門） | L.マーティン （外野手部門・指名打者部門） | L.マーティン （外野手部門・指名打者部門） | L.マーティン （外野手部門・指名打者部門） |
| 監督推薦   | 佐々木千隼                                | 益田直也                                  | 中村奨吾                                  | 荻野貴司                                  |

## 選手・スタッフ
- 背番号変更

フローレス 86→76
原嵩 56→126
本前郁也 120→49
髙濱卓也 127→61（5月支配下登録）
植田将太 125→95（8月支配下登録）

## 個人成績

### 投手成績
- 色付きは規定投球回数（143イニング）以上の選手

| 選 手      | 登 板 | 完 投 | 完 封 | 勝 利 | 敗 戦 | セ 丨 ブ | ホ 丨 ル ド | 勝 率 | 投 球 回 | 被 安 打 | 被 本 塁 打 | 与 四 球 | 奪 三 振 | 失 点 | 自 責 点 | 防 御 率 |
| ---------- | ----- | ----- | ----- | ----- | ----- | -------- | ----------- | ----- | -------- | -------- | ----------- | -------- | -------- | ----- | -------- | -------- |
| 小島和哉   | 24    | 3     | 2     | 10    | 4     | 0        | 0           | .714  | 146.0    | 123      | 16          | 51       | 92       | 65    | 61       | 3.76     |
| 岩下大輝   | 23    | 0     | 0     | 8     | 8     | 0        | 1           | .500  | 120.0    | 110      | 14          | 46       | 87       | 59    | 59       | 4.43     |
| 二木康太   | 22    | 0     | 0     | 5     | 7     | 0        | 0           | .417  | 117.0    | 119      | 24          | 28       | 77       | 61    | 57       | 4.38     |
| 美馬学     | 21    | 0     | 0     | 6     | 7     | 0        | 0           | .462  | 115.1    | 139      | 15          | 32       | 92       | 72    | 63       | 4.92     |
| 石川歩     | 12    | 2     | 0     | 6     | 3     | 0        | 0           | .667  | 80.0     | 73       | 10          | 9        | 42       | 30    | 30       | 3.38     |
| 鈴木昭汰   | 23    | 0     | 0     | 1     | 4     | 0        | 1           | .200  | 79.1     | 78       | 10          | 28       | 76       | 38    | 36       | 4.08     |
| 益田直也   | 67    | 0     | 0     | 3     | 6     | 38       | 0           | .333  | 64.1     | 43       | 5           | 15       | 68       | 17    | 16       | 2.24     |
| 佐々木朗希 | 11    | 0     | 0     | 3     | 2     | 0        | 0           | .600  | 63.1     | 51       | 5           | 16       | 68       | 24    | 16       | 2.27     |
| 佐々木千隼 | 54    | 0     | 0     | 8     | 1     | 1        | 26          | .889  | 57.0     | 36       | 4           | 14       | 28       | 13    | 8        | 1.26     |
| 小野郁     | 49    | 0     | 0     | 0     | 3     | 0        | 8           | .000  | 51.2     | 37       | 4           | 26       | 56       | 25    | 20       | 3.48     |
| ハーマン   | 45    | 0     | 0     | 1     | 1     | 0        | 24          | .500  | 43.1     | 47       | 7           | 13       | 38       | 26    | 25       | 5.19     |
| 河村説人   | 20    | 0     | 0     | 4     | 1     | 0        | 0           | .800  | 41.2     | 39       | 4           | 17       | 28       | 16    | 16       | 3.46     |
| 中村稔弥   | 14    | 0     | 0     | 0     | 2     | 0        | 0           | .000  | 38.0     | 40       | 3           | 18       | 27       | 19    | 13       | 3.08     |
| 本前郁也   | 8     | 0     | 0     | 1     | 2     | 0        | 0           | .333  | 37.2     | 41       | 7           | 15       | 17       | 20    | 20       | 4.78     |
| 唐川侑己   | 38    | 0     | 0     | 4     | 2     | 0        | 22          | .667  | 36.1     | 29       | 4           | 13       | 26       | 11    | 11       | 2.72     |
| 東妻勇輔   | 37    | 0     | 0     | 1     | 0     | 0        | 4           | 1.000 | 34.1     | 38       | 4           | 9        | 29       | 16    | 11       | 2.88     |
| 田中靖洋   | 38    | 0     | 0     | 1     | 2     | 0        | 10          | .333  | 33.2     | 42       | 3           | 13       | 20       | 18    | 17       | 4.54     |
| 国吉佑樹   | 25    | 0     | 0     | 2     | 0     | 2        | 17          | 1.000 | 25.0     | 18       | 0           | 17       | 19       | 4     | 4        | 1.44     |
| ロメロ     | 4     | 0     | 0     | 1     | 0     | 0        | 0           | 1.000 | 23.1     | 19       | 2           | 9        | 20       | 4     | 4        | 1.54     |
| 土居豪人   | 14    | 0     | 0     | 0     | 0     | 0        | 0           | ----  | 14.1     | 15       | 3           | 11       | 10       | 12    | 12       | 7.53     |
| フローレス | 10    | 0     | 0     | 1     | 0     | 0        | 0           | 1.000 | 13.0     | 9        | 0           | 5        | 11       | 3     | 2        | 1.38     |
| 大嶺祐太   | 8     | 0     | 0     | 1     | 1     | 0        | 0           | .500  | 11.0     | 15       | 1           | 2        | 7        | 6     | 5        | 4.09     |
| 横山陸人   | 10    | 0     | 0     | 0     | 0     | 0        | 0           | ----  | 9.2      | 14       | 1           | 3        | 11       | 6     | 5        | 4.66     |
| 東條大樹   | 5     | 0     | 0     | 0     | 0     | 0        | 1           | ----  | 3.1      | 7        | 0           | 5        | 0        | 2     | 2        | 5.40     |
| 成田翔     | 3     | 0     | 0     | 0     | 0     | 0        | 0           | ----  | 3.0      | 3        | 0           | 2        | 3        | 0     | 0        | 0.00     |
| 土肥星也   | 1     | 0     | 0     | 0     | 1     | 0        | 0           | .000  | 2.0      | 6        | 1           | 0        | 0        | 3     | 3        | 13.50    |
| 南昌輝     | 1     | 0     | 0     | 0     | 0     | 0        | 1           | ----  | 0.1      | 0        | 0           | 0        | 1        | 0     | 0        | 0.00     |

- 太字はリーグ最高。

### 野手成績
- 色付きは規定打席（443打席）以上の選手

| 選 手        | 試 合 | 打 席 | 打 数 | 得 点 | 安 打 | 二 塁 打 | 三 塁 打 | 本 塁 打 | 打 点 | 盗 塁 | 犠 打 | 犠 飛 | 四 球 | 三 振 | 打 率 | 出 塁 率 |
| ------------ | ----- | ----- | ----- | ----- | ----- | -------- | -------- | -------- | ----- | ----- | ----- | ----- | ----- | ----- | ----- | -------- |
| 荻野貴司     | 143   | 643   | 570   | 86    | 169   | 33       | 5        | 10       | 45    | 24    | 5     | 3     | 53    | 70    | .296  | .367     |
| 中村奨吾     | 143   | 615   | 506   | 78    | 143   | 36       | 2        | 9        | 67    | 12    | 15    | 8     | 76    | 90    | .283  | .382     |
| レアード     | 136   | 545   | 485   | 57    | 127   | 18       | 0        | 29       | 95    | 0     | 0     | 7     | 50    | 109   | .262  | .330     |
| マーティン   | 116   | 499   | 416   | 66    | 97    | 30       | 0        | 27       | 75    | 4     | 0     | 3     | 70    | 132   | .233  | .355     |
| 藤岡裕大     | 137   | 493   | 432   | 41    | 110   | 21       | 3        | 3        | 37    | 10    | 18    | 1     | 40    | 95    | .255  | .320     |
| 安田尚憲     | 115   | 399   | 351   | 27    | 85    | 16       | 1        | 8        | 55    | 0     | 0     | 4     | 43    | 82    | .242  | .323     |
| 角中勝也     | 107   | 326   | 275   | 33    | 67    | 19       | 1        | 0        | 29    | 1     | 2     | 5     | 40    | 51    | .244  | .343     |
| 藤原恭大     | 78    | 254   | 217   | 27    | 47    | 12       | 1        | 5        | 22    | 7     | 5     | 4     | 23    | 55    | .217  | .301     |
| 山口航輝     | 78    | 228   | 203   | 20    | 42    | 3        | 1        | 9        | 20    | 0     | 0     | 0     | 25    | 53    | .207  | .294     |
| エチェバリア | 79    | 216   | 207   | 16    | 42    | 11       | 0        | 4        | 24    | 0     | 0     | 3     | 6     | 40    | .203  | .222     |
| 岡大海       | 110   | 185   | 161   | 31    | 39    | 6        | 0        | 6        | 18    | 11    | 5     | 0     | 14    | 44    | .242  | .322     |
| 田村龍弘     | 70    | 165   | 136   | 14    | 32    | 7        | 1        | 0        | 14    | 1     | 10    | 2     | 17    | 33    | .235  | .316     |
| 佐藤都志也   | 62    | 155   | 132   | 16    | 27    | 4        | 1        | 6        | 18    | 3     | 7     | 1     | 14    | 30    | .205  | .284     |
| 加藤匠馬     | 57    | 123   | 105   | 6     | 10    | 2        | 0        | 2        | 4     | 0     | 14    | 0     | 4     | 52    | .095  | .128     |
| 菅野剛士     | 33    | 75    | 67    | 8     | 13    | 4        | 0        | 2        | 5     | 1     | 2     | 0     | 5     | 20    | .194  | .260     |
| 髙部瑛斗     | 33    | 69    | 55    | 6     | 8     | 1        | 0        | 1        | 6     | 4     | 7     | 0     | 7     | 19    | .145  | .242     |
| 柿沼友哉     | 43    | 65    | 49    | 3     | 7     | 1        | 0        | 1        | 4     | 0     | 10    | 0     | 6     | 12    | .143  | .236     |
| 鳥谷敬       | 32    | 61    | 53    | 7     | 9     | 3        | 0        | 0        | 2     | 0     | 0     | 0     | 8     | 11    | .170  | .279     |
| 井上晴哉     | 23    | 53    | 51    | 1     | 10    | 1        | 0        | 1        | 6     | 0     | 0     | 0     | 1     | 8     | .196  | .226     |
| 加藤翔平     | 20    | 44    | 41    | 3     | 9     | 2        | 1        | 1        | 2     | 0     | 2     | 0     | 1     | 8     | .220  | .238     |
| 和田康士朗   | 96    | 24    | 19    | 25    | 5     | 1        | 0        | 0        | 1     | 24    | 0     | 0     | 5     | 8     | .263  | .417     |
| 小窪哲也     | 7     | 19    | 18    | 1     | 1     | 0        | 0        | 1        | 2     | 0     | 0     | 1     | 0     | 5     | .056  | .053     |
| 福田秀平     | 4     | 13    | 12    | 1     | 1     | 1        | 0        | 0        | 2     | 1     | 0     | 0     | 1     | 4     | .083  | .154     |
| 三木亮       | 84    | 11    | 9     | 5     | 1     | 1        | 0        | 0        | 2     | 1     | 1     | 0     | 1     | 2     | .111  | .200     |
| 江村直也     | 19    | 10    | 6     | 0     | 1     | 0        | 0        | 0        | 0     | 1     | 2     | 0     | 2     | 4     | .167  | .375     |
| 吉田裕太     | 7     | 10    | 9     | 1     | 1     | 0        | 0        | 1        | 1     | 0     | 0     | 0     | 1     | 3     | .111  | .200     |
| 髙濱卓也     | 17    | 9     | 8     | 0     | 1     | 0        | 0        | 0        | 2     | 0     | 0     | 0     | 1     | 2     | .125  | .222     |
| 小川龍成     | 20    | 6     | 6     | 5     | 0     | 0        | 0        | 0        | 0     | 2     | 0     | 0     | 0     | 2     | .000  | .000     |
| 宗接唯人     | 3     | 1     | 1     | 0     | 0     | 0        | 0        | 0        | 0     | 0     | 0     | 0     | 0     | 1     | .000  | .000     |

- 太字はリーグ最高。

### タイトル
- 荻野貴司
  - 最多安打（初）
  - 盗塁王（初）
- 和田康士朗
  - 盗塁王（初）
- 益田直也
  - 最多セーブ投手（8年ぶり2度目）

### 表彰
- 中村奨吾
  - ベストナイン（二塁手部門、初）
  - ゴールデングラブ賞（二塁手部門、3年ぶり2度目）
- 荻野貴司
  - ゴールデングラブ賞（外野手部門、2年ぶり2度目）
  - スピードアップ賞（打者部門）
- B.レアード
  - ベストナイン（一塁手部門、初[注 18]）
  - 月間サヨナラ賞（9月）
- L.マーティン
  - 月間MVP（3・4月）
- 岡大海
  - スカパー! ドラマティック・サヨナラ賞年間大賞
  - 月間サヨナラ賞（3・4月、10・11月）
- 藤原恭大
  - 月間MVP（7・8月）
- 鳥谷敬
  - セ・リーグ 連盟特別表彰（功労賞）

### 達成記録
- 4月3日 - 鳥谷敬が通算1000得点、史上44人目[174]。
- 4月27日 - 石川歩が通算1000投球回、史上358人目[175]。
- 5月16日 - フランク・ハーマンが通算100ホールド、史上35人目[176]。
- 9月8日 - 益田直也が通算150セーブ、史上17人目[177]。

### 記録
- 6月22日 - 荻野貴司がプロ入りから12年連続二桁盗塁、史上4人目[178]。
- 8月19日 - 益田直也がプロ野球記録となる12引分[179]。
  - 最終成績は18引分[180]。
- 10月24日 - 益田直也がプロ野球記録となる67交代完了[181]。

### 球団記録
- 3月26日 - 安田尚憲が球団史上最年少となる21歳11か月で開幕戦に4番で出場[182]。
- 10月24日 - 益田直也が球団新記録となるシーズン38セーブ[183]。

## 試合結果
7月19日から8月12日まで、2020年東京オリンピック開催により公式戦が中断された。
| 凡例     | 凡例     | 凡例     | 凡例 |
| 勝利試合 | 敗北試合 | 引き分け | 中止 |
| -------- | -------- | -------- | ---- |

## ドラフト指名選手
| 新人選手選択会議 | 新人選手選択会議 | 新人選手選択会議 | 新人選手選択会議           | 新人選手選択会議 |
| 順位             | 選手名           | 守備             | 所属                       | 結果             |
| ---------------- | ---------------- | ---------------- | -------------------------- | ---------------- |
| 1位              | 松川虎生         | 捕手             | 市立和歌山高               | 入団             |
| 2位              | 池田来翔         | 内野手           | 国士舘大学                 | 入団             |
| 3位              | 廣畑敦也         | 投手             | 三菱自動車倉敷オーシャンズ | 入団             |
| 4位              | 秋山正雲         | 投手             | 二松學舍大学附属高         | 入団             |
| 5位              | 八木彬           | 投手             | 三菱重工West               | 入団             |
| 育成選手選択会議 |                  |                  |                            |                  |
| 順位             | 選手名           | 守備             | 所属                       | 結果             |
| 1位              | 田中楓基         | 投手             | 旭川実業高                 | 入団             |
| 2位              | 速水将大         | 内野手           | 富山GRNサンダーバーズ      | 入団             |
| 3位              | 永島田輝斗       | 投手             | 立花学園高                 | 入団             |
| 4位              | 村山亮介         | 捕手             | 幕張総合高                 | 入団             |